# Kemlagigede
Kemlagigede is een bestuurslaag in het regentschap Lamongan van de provincie Oost-Java, Indonesië. Kemlagigede telt 2662 inwoners (volkstelling 2010).